# Pays africains de langue officielle portugaise
PALOP est l'acronyme de l'expression portugaise : Países Africanos de Língua Oficial Portuguesa qui désigne les pays africains ayant pour langue officielle le portugais.

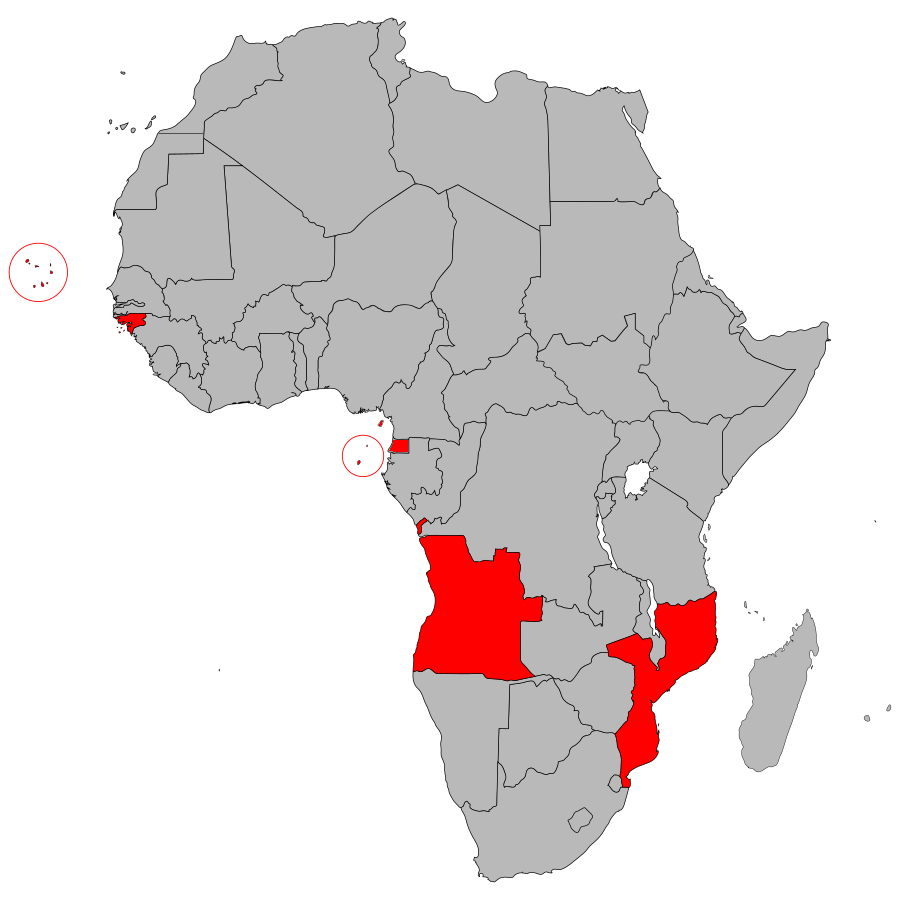
Les PALOP, en rouge

Ce sont :
- l' Angola ;
- le  Cap-Vert ;
- la  Guinée-Bissau ;
- la  Guinée équatoriale;
- le  Mozambique ;
- Sao Tomé-et-Principe